# Hòn Nghề
Hòn Nghề, Hòn Rùa, Hòn Quy, Hòn Đú hay Hòn Ghe, là một đảo đá nhỏ ven bờ Biển Đông thuộc địa phận thôn Hồng Chính, ấp Thiện Ái, xã Hòa Thắng, huyện Bắc Bình, tỉnh Bình Thuận, Việt Nam.

## Địa lý
Đảo có hình một con rùa quay đầu ra biển. Diện tích đảo khoảng 8.000 m², cách bờ biển Bình Thuận chỉ hơn 120 mét. Đảo có độ cao 15m so với mực nước biển, không có người ở. Hòn Nghề cách Đồi cát bay Mũi Né 12 km về hướng tây nam và cách hồ Bàu Trắng 7 km về hướng đông bắc.